# Conciertos para clave (Bach)
Los Conciertos para clave, BWV 1052-1065 son una serie de obras escritas para clave, cuerda y bajo continuo por Johann Sebastian Bach. Hay siete conciertos completos para clave solo (BWV 1052 a 1058), tres conciertos para dos claves (BWV 1060 a 1062), dos conciertos para triple clave (BWV 1063 a 1064) y un concierto para cuatro claves (BWV 1065). Además, hay un único fragmento de nueve compases de un concierto para un clave (BWV 1059), que añade un oboe al conjunto de cuerdas y continuo.
Dos obras de Bach incluyen partes solistas destacadas de clave: el concierto BWV 1044, que tiene partes solistas además del clave, para violín y para flauta; y el Concierto de Brandeburgo n.º 5, BWV 1050 con un planteamiento similar. Todos los conciertos para clave de Bach (con excepción del Quinto Concierto Brandeburgo), se cree que son arreglos realizados a partir de conciertos anteriores escritos para instrumentos melódicos, probablemente de la época de Köthen. En muchos casos solo se ha conservado la versión para clave.

## Historia

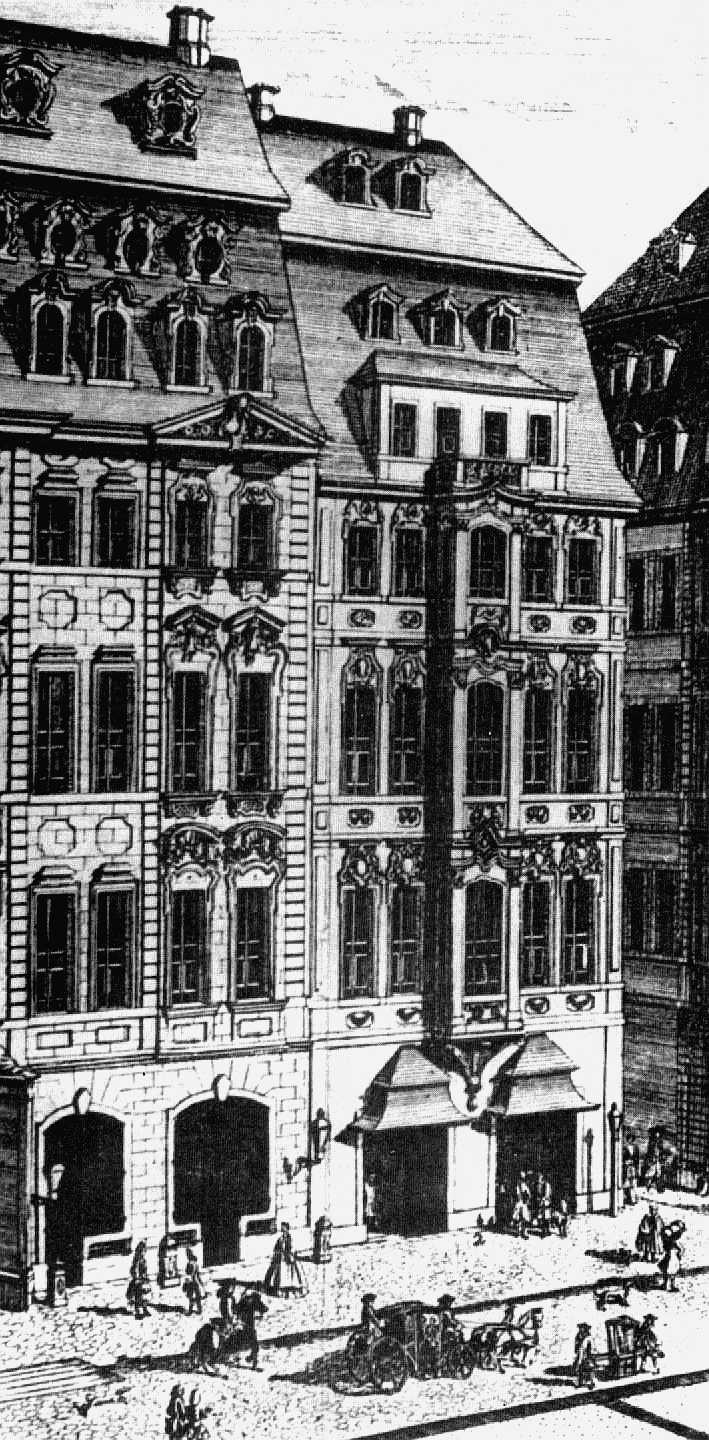
Cafetería Zimmermann (detalle de un grabado de Johann Georg Schreiber, 1732).

Entre 1729 y 1741 Bach fue director del Collegium Musicum de Leipzig, una sociedad musical de estudiantes fundada por Georg Philipp Telemann en 1703 y dirigida por Balthasar Schott antes de Bach. El Collegium Musicum solía ofrecer actuaciones en la Cafetería Zimmermann. Para estas ocasiones escribió Bach sus conciertos para clave, que se encuentran entre los primeros conciertos que se hayan escrito para este instrumento de tecla. Se cree que los conciertos para múltiples claves se escucharon antes que los escritos para uno solo, quizás debido a que sus hijos Carl Philipp Emanuel Bach y Wilhelm Friedemann Bach (ambos excelentes clavecinistas) vivieron en su casa hasta 1733 y 1734, respectivamente. Es probable que Johann Ludwig Krebs, que estudió con Bach hasta 1735, también tocara el clave en el Collegium Musicum.
Los Conciertos para un solo clave, BWV 1052-1059 son un conjunto de conciertos de los que se conserva un manuscrito autógrafo, que actualmente se encuentra en la Biblioteca Estatal de Berlín (etiquetado como Mus. ms Bach P 234). No son una copia en limpio, sino un proyecto, un manuscrito de trabajo, y ha sido fechada alrededor de 1738. Por supuesto, Bach pudo haber tocado estas piezas mucho antes, usando las partes del concierto original para instrumento melódico solista y crear una versión adecuada para la interpretación en el clave.
Los conciertos catalogados con los números BWV que van desde el 1052 al 1057 fueron concebidos como una colección de seis, de manera similar a los Conciertos de Brandeburgo, que también son seis. En el manuscrito, en una forma tradicional en Bach, comienza con 'JJ' (Jesu Juva, 'Jesús, ayuda') y termina con "Finis. S. D. Gl." (Soli Deo Gloria, 'Solo a Dios gloria'). El concierto BWV 1058 y un fragmento BWV 1059 figuran al final de la partitura, y son un intento previo de un conjunto de conciertos (JJ), que fue abandonada por una razón u otra.
Los conciertos para clave de Bach hasta hace poco tiempo, solían ser subestimados por los estudiosos, que no tuvieron la oportunidad de escuchar a los beneficios que la interpretación historicista ha aportado a obras como estas. Por ejemplo, Albert Schweitzer cree que «las transcripciones a menudo han sido preparadas con una despreocupación y descuido casi increíbles. O bien el tiempo apremiaba o el asunto aburría». Investigaciones recientes han demostrado todo lo contrario en realidad, Bach transcribió las partes solistas de clave con su típica habilidad y variedad. El interés de este compositor en la forma de concierto para clave puede deducirse del hecho de que él mismo arregló cada concierto escrito para instrumento melódico como un concierto para clave. Y mientras que las versiones para clave se han conservado no sucede lo mismo con las versiones para instrumentos melódicos.

## Conciertos para un solo clave

### Conciertos para clave, flauta y violín

#### Concierto en la menor, BWV 1044
- Movimientos:

1. Allegro, la menor, 4/4.

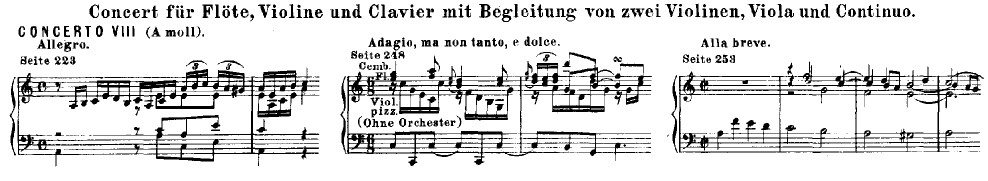
Temas del Concierto, BWV 1044

2. Adagio ma non tanto e dolce, do mayor, 6/8.
3. Alla breve, la menor, ¢.

- Instrumentación: clave solista, violín  solista, flauta solista, violín I/II, viola, continuo (violonchelo, violone)
- Duración: 22 minutos
- Año de composición: 1730

Aunque se trata de un concierto para tres instrumentos solistas (de ahí que en ocasiones sea denominado Triple concierto de Bach), el clave tiene el papel más destacado y mayor cantidad de material. Existen varias cadenzas y pasajes virtuosísticos para el instrumento, la partitura es idéntica a la de Concierto de Brandeburgo n.º 5, BWV 1050, aunque el carácter es muy diferente. Los movimientos primero y tercero fueron adaptados del Preludio y fuga en la menor para clave solo, BWV 894, que había sido desarrollado con secciones de tutti añadidas. El movimiento central está tomado de la Sonata a trío para órgano en re menor, BWV 527, que fue expandido a cuatro voces. Únicamente los instrumentos solistas tocan; la flauta y el violín comparten la melodía y acompañamiento intercambiando los papeles en la repetición de cada mitad.

#### Concierto en re mayor, BWV 1050 (Concierto de Brandeburgo n.º 5)
- Movimientos:

1. Allegro, re mayor, ¢.
2. Affettuoso, si menor, 4/4.
3. Allegro, re mayor, 2/4.

- Instrumentación:
  - Concertino: clave, violín, flauta
  - Ripieno: violín, viola, violonchelo, violone, (clave)
- Duración: unos 20 minutos
- Año de composición: c. 1720

En este concierto el clave forma parte tanto del concertino como del ripieno: en los pasajes de concertino la parte es obbligato; en los fragmentos de ripieno cuenta con una parte de bajo cifrado e interpreta el continuo. Bach sorprende al oyente haciendo que el clave, hasta entonces acompañante, alcance un protagonismo inusitado al mismo nivel que el resto de los instrumentos. Este concierto hace uso de un popular conjunto de música de cámara de la época (flauta, violín y clave), que Bach utilizó para el movimiento medio. Se cree que fue escrito en 1719 para lucir un nuevo clave de Michael Mietke, que Bach había traído de Berlín para la corte de Köthen. También se cree que Bach lo escribió para una competición en Dresde con el compositor y organista francés Louis Marchand. En el movimiento central Bach emplea uno de los temas de Marchand. Pero Marchand huyó antes de que la competición tuviera lugar, al parecer asustado ante la gran reputación de Bach en virtuosismo e improvisación. El tema del tercer movimiento está tomado de una giga de Buxtehude. 
El concierto en toda su extensión se adapta para mostrar las cualidades de un buen clave y el virtuosismo de su ejecutante, pero sobre todo en la prolongada cadencia solista al primer movimiento. Parece casi seguro que Bach, considerado un gran virtuoso del órgano y del clave, fue el solista de clave en el estreno. Los estudiosos han visto en esta obra los orígenes del concierto para teclado en solitario, ya que es el primer ejemplo de un concierto con una parte de teclado solista.
Existe una versión previa, catalogada como BWV 1050a y fechada c. 1720-1721, que cuenta con muchas pequeñas diferencias con respecto a su pariente posterior, pero no hay mayor diferencia en la estructura o la instrumentación.

### La serie de seis conciertos, BWV 1052-1057

#### Concierto para clave n.º 1 en re menor, BWV 1052
- Movimientos:

1. Allegro, re menor,  ¢.
2. Adagio, sol menor, 3/4.
3. Allegro, re menor, 3/4.

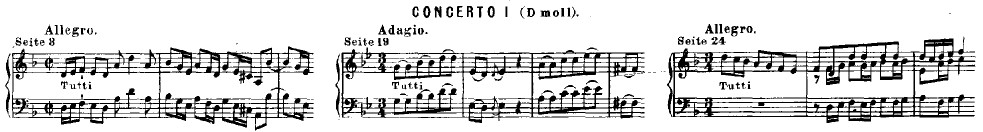
Temas del Concierto n.º 1, BWV 1052

- Instrumentación: clave solista, violín I/II, viola, continuo (violonchelo, violone)
- Duración: unos 22 minutos
- Año de composición: 1738

Este concierto para clave se cree que está basado en un concierto para violín en re menor perdido, que más tarde fue arreglado como concierto para órgano en 1728 para su uso en dos cantatas de Bach. Los dos primeros movimientos para la sinfonía y el primer movimiento coral de Wir müssen durch viel Trübsal in das Reich Gottes eingehen, BWV 146 y el último movimiento está en Ich habe meine Zuversicht, BWV 188. El original es probablemente uno de los primeros conciertos de Bach y es muy virtuosístico, de una manera similar a Concierto para violín "Grosso Mogul", RV 208 de Antonio Vivaldi, que Bach conocía y transcribió para órgano solo, BWV 594.
La transcripción para clave se llevó a cabo transfiriendo las partes de cuerda del ripieno sin alteración y aumentando considerablemente la parte solista para el clave para hacerlo tan virtuosístico como debió ser el original. También se añadieron acordes para rellanar la armonía y desarrollos figurativos para la mano izquierda. Esto es particularmente notable en los movimientos primero y tercero. En el movimiento central, sin embargo, la mano izquierda duplica casi exactamente la parte del continuo de ripieno. Por su parte, la mano derecha toca una melodía que probalbmente fue tomada directamente de la parte original para violín.
Los movimientos primero y tercero comparte una estructura armónica similar en la que se apoyan los movimientos y puede ser dividida en cuatro secciones. La sección inicial de ambos movimientos expone el tema en la tónica (re menor) seguido de la presentación del tema en el relativo mayor (fa mayor). La segunda sección modula hacia la dominante (la menor) y después a su relativo mayor (do mayor). La tercera sección modula a la subdominante (sol menor) y a su relativo mayor (si bemol mayor). Por último, la cuarta sección ofrece una recapitulación del tema en la tónica, sin que vaya seguida del correspondiente relativo mayor en esta ocasión.
Este concierto se ha mantenido como el más popular de la colección del siglo XIX en adelante. Felix Mendelssohn lo interpretó y Johannes Brahms escribió una cadenza para él. Su primera publicación tuvo lugar en 1838 y fue llevada a cabo por la casa editorial Kistner. Ha sido interpretado y grabado en piano con frecuencia en el siglo XX. No obstante, debido al surgimiento del movimiento de interpretación historicista a partir de la década de 1960, generalmente se toca en el clave de nuevo.
También existe una versión de este concierto transcrita por C. P. E. Bach en 1733 o 1734, catalogada como BWV 1052a; no está especialmente bien ejecutada pero muestra que el procedimiento fue estudiado en la casa de Bach.

#### Concierto para clave n.º 2 en mi mayor, BWV 1053
- Movimientos:

1. [Sin indicación de tempo], mi mayor, 4/4.

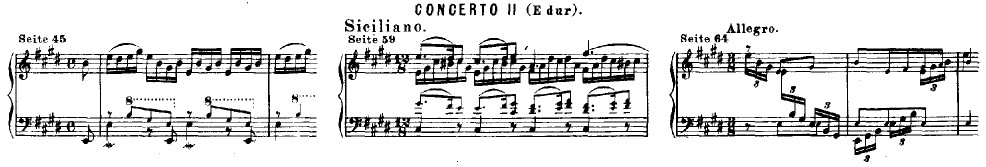
Temas del Concierto n.º 2, BWV 1053

2. Siciliano, do sostenido mayor, 12/8.
3. Allegro, mi mayor, 3/8.

- Instrumentación: clave solista, violín I/II, viola, continuo (violonchelo, violone)
- Duración: unos 19 minutos
- Año de composición: 1738

Se cree que este concierto está basado en un concierto para instrumentos de viento, probablemente oboe o bien oboe d'amore. En cuanto a consideraciones estilísticas puede datar de la época que pasó Bach en Leipzig. Bach cambió su método de arreglo musical con esta obra, alterando por primera vez significativamente las partes de ripieno del concierto original, mucho más limitado a las secciones de tutti. Las partes para cuerdas más graves se reducen mucho en su alcance, permitiendo que la sonoridad grave del clave sea más prominente; y las cuerdas agudas fueron igualmente modificadas para permitir que el clave estuviese al frente de la textura.
Como ocurre con BWV 1052, existe una transcripción posterior en sus cantatas Gott soll allein mein Herze haben, BWV 169 y Ich geh und suche mit Verlangen, BWV 49, desde las que se pueden hacer otras inferencias sobre el concierto inicial.

#### Concierto para clave n.º 3 en re mayor, BWV 1054
- Movimientos:

1. [Sin indicación de tempo], re mayor, ¢.
2. Adagio, si menor, 3/4.
3. Allegro, re mayor, 3/8.

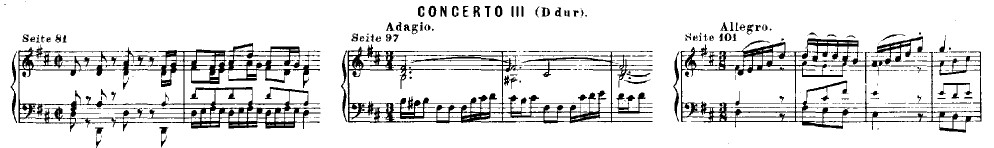
Temas del Concierto n.º 3, BWV 1054

- Instrumentación: clave solista, violín I/II, viola, continuo (violonchelo, violone)
- Duración: unos 17 minutos
- Año de composición: 1738

El Concierto para violín en mi mayor, BWV 1042 que se conserva fue el modelo para esta obra, que fue transportado un tono hacia abajo para permitir que se alcance la nota más aguda que en la pieza original era mi5 como re5, que era el límite agudo de los claves de la época. El proceso de transcripción estaba basado en los mismos principios que el BWV 1053.

#### Concierto para clave n.º 4 en la mayor, BWV 1055
- Movimientos:

1. Allegro, la mayor, ¢.

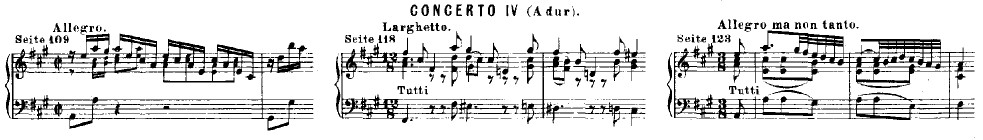
Temas del Concierto n.º 4, BWV 1055

2. Larghetto, fa sostenido menor, 12/8.
3. Allegro ma non tanto, la mayor, 3/8.

- Instrumentación: clave solista, violín I/II, viola, continuo (violonchelo, violone)
- Duración: unos 14 minutos
- Año de composición: 1738

Probablemente basado en un concierto para oboe d'amore perdido, esta es una obra madura y formalmente elaborada. Existe una parte de continuo en bajo cifrado para este concierto, que fue añadida más tarde, seguramente para una ocasión especial en la que un segundo clave, un órgano de cámara o una tiorba se encargarían de rellenar la armonía del bajo continuo.

#### Concierto para clave n.º 5 en fa menor, BWV 1056
- Movimientos:

1. [Sin indicación de tempo], fa menor, 2/4.
2. Largo, la bemol mayor, 4/4.
3. Presto,

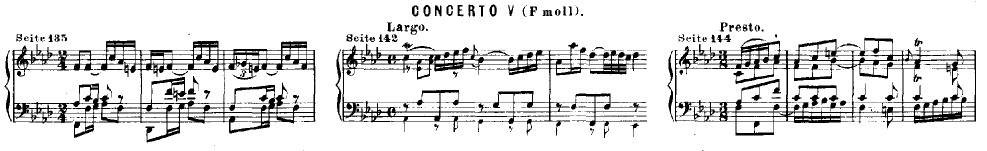
Temas del Concierto n.º 5, BWV 1056

- Instrumentación: clave solista, violín I/II, viola, continuo (violonchelo, violone)
- Duración: unos 10 minutos
- Año de composición: 1738

Los movimientos primero y tercero probablemente vienen de un concierto para violín que estaba en sol menor y el movimiento central seguramente es de un concierto para oboe en fa mayor. Este movimiento también es la sinfonía que introduce la cantata Ich steh mit einem Fuß im Grabe, BWV 156.

#### Concierto para clave n.º 6 en fa mayor, BWV 1057
- Movimientos:

1. [Sin indicación de tempo], fa mayor, 3/8.
2. Andante, re menor, 3/4.
3. Allegro assai, fa mayor, 4/4.

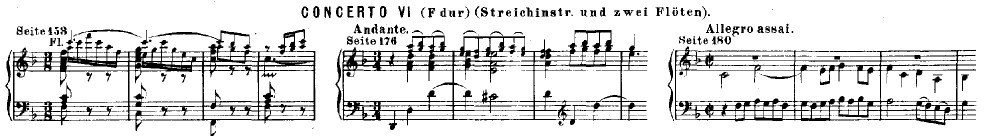
Temas del Concierto n.º 6, BWV 1057

- Instrumentación: clave solista,  flauta dulce (flauta de pico) I/II, violín I/II, viola, continuo (violonchelo, violone)
- Duración: unos 17 minutos
- Año de composición: 1738

Formalmente se halla entre concerto grosso y el concierto para solista, igual que el Concierto de Brandeburgo n.º 5, BWV 1050. Si bien, se trata de un arreglo musical del Concierto de Brandeburgo n.º 4, BWV 1049 en el cual el clave no se limita a sustituir al violín simplemente, sino que forma parte del concertino junto a dos flautas de pico. El clave interpreta principalmente la parte original del violín, aunque también asume el material del trío flautas dulces y violín en el movimiento lento, toca con las flautas en una armonía a cuatro voces, toca una reducción del material fugado con las cuerdas en el último movimiento. Asimismo, toca un continuo profusamente escrito cuando no hace nada más.
Bach probablemente colocó este concierto el último de la serie deliberadamente, a modo de pináculo de la serie, debido a la riqueza del color instrumental producido por las tres familias de instrumentos, así como a la parte de clave extraordinariamente variada y efectiva. N. D. Boyling en 1971 comentó sobre el finale: «Es, sin duda, uno de los movimientos más grandes y más perfectos que Bach haya escrito.», en las notas del libreto de EMI, CD-CFP 4571.

### La primera serie abandonada

#### Concierto para clavecín en sol menor, BWV 1058
- Movimientos:

1. [Sin indicación de tempo], sol menor, 2/4.
2. Andante, si bemol mayor, 4/4.
3. Allegro assai, sol menor, 9/8.

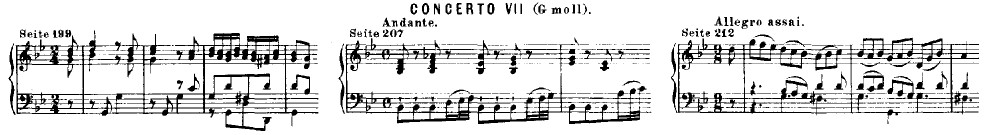
Temas del Concierto, BWV 1058

- Instrumentación: clave solista, violín I/II, viola, continuo (violonchelo, violone)
- Duración: unos 14 minutos
- Año de composición: 1738

Probablemente el primer intento de Bach de escribir un concierto para clave completo, esta es una transcripción del Concierto para violín en la menor, BWV 1041. Al parecer Bach no estaba satisfecho con este trabajo, la razón más probable es que no alteró casi las partes de ripieno, por lo que el clave se vio demasiado inundado por la orquesta para ser un instrumento solista eficaz.

#### Concierto para clavecín en re menor, BWV 1059(original)
[Sin indicaciones de tempo]
- Instrumentación: clave solista, oboe, violín I/II, viola, continuo (violonchelo, violone)
- Duración: unos 20 segundos
- Año de composición: 1738

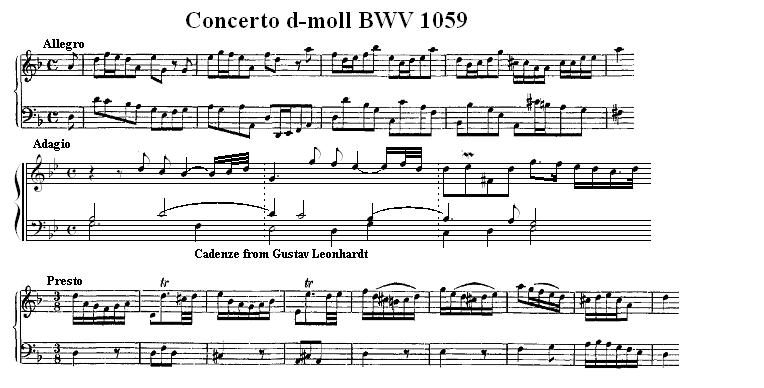
Temas del Concierto, BWV 1059R (reconstrucción)

Fragmento que consta de nueve compases. Tomado de la sinfonía de apertura de la cantata Geist und Seele wird verwirret, BWV 35 de 1726. En la cantata de Bach utiliza un órgano obbligato no solo en las dos sinfonías (que evidentemente forman los primeros y últimos movimientos de un concierto instrumental perdido, posiblemente para oboe), sino también en el aria n.º 1, cuyo carácter siciliano igualmente apunta a su función original como un movimiento de concierto. Bach pretendía escribir este como un concierto para clave, pero abandonó el esfuerzo después de solo nueve compases. Algunos estudiosos modernos han construido un concierto para clave u oboe propuesto a partir de BWV 35.

#### Concierto para clavecín en re menor, BWV 1059R(reconstrucción)
- Movimientos:

1. Allegro, re menor, 4/4.
2. Adagio, si bemol mayor, 4/4.
3. Presto, re menor, 3/8.

- Instrumentación: clave solista, oboe, violín I/II, viola, continuo (violonchelo, violone)
- Duración: unos 10 minutos

Reconstrucción hipotética elaborada por musicólogos. Siguiendo los nueve compases del BWV 1059 original, los eruditos se basaron en la cantata Geist und Seele wird verwirret, BWV 35 para esta reconstrucción.

## Conciertos para varios claves

### Conciertos para dos claves

#### Concierto en do menor, BWV 1060
- Movimientos:

1. Allegro, do menor, 4/4.
2. Adagio, mi bemol mayor, 12/8.
3. Allegro, do menor, 2/4.

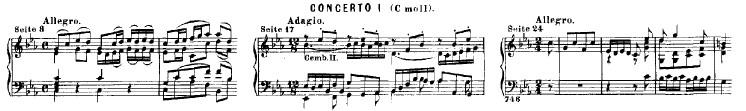
Temas del Concierto, BWV 1060

- Instrumentación: clave I/II, violín I/II, viola, continuo (violonchelo, violone).
- Duración: unos 14 minutos
- Año de composición: 1735

Este concierto es una transcripción para clave y cuerdas de un concierto en do menor perdido, del que se conserva un esbozo, tal vez para dos violines o violín y oboe, clasificados como BWV 1060R. A la vista del BWV 1060, la excelente manera en la que los instrumentos se fundían con el solista del concierto, se perdió una de las obras más maduras de Bach de los años que pasó en Cöthen (1717-1723).

#### Concierto en do mayor, BWV 1061
- Movimientos:

1. [Sin indicación de tempo], do mayor, 4/4.
2. Adagio (Largo), la menor, 6/8.
3. Fuga, do mayor, 4/4.

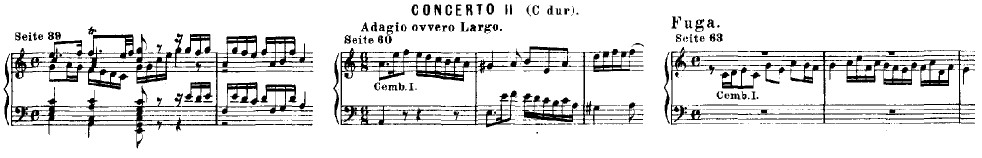
Temas del Concierto, BWV 1061

- Instrumentación: clavecín I/II, violín I/II, viola, continuo (violonchelo, violone).
- Duración: unos 18 minutos
- Año de composición: 1735

Conforme al musicólogo Johann Nikolaus Forkel, de todos los conciertos para clave de Bach, este es probablemente el único diseñado específicamente para clave, aunque sin acompañamiento de orquesta. De hecho, la obra se inició como un concierto para dos claves no acompañados, a la manera del Concierto italiano, BWV 971, y las partes orquestales se añadieron más tarde. La orquesta de cuerda no desempeña un papel independiente y solo aparece para determinadas cadencias, guardando silencio durante el resto del concierto. De esta obra hay también una versión para dos claves sin acompañamiento de orquesta, catalogada como BWV 1061A.

#### Concierto en do menor, BWV 1062
- Movimientos:

1. [Sin indicación de tempo], do menor, 4/4.
2. Andante, mi bemol mayor, 12/8.
3. Allegro assai, do menor, 3/4.

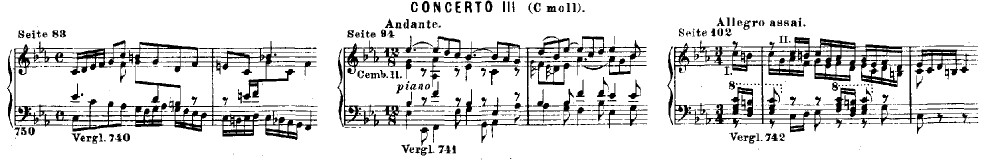
Temas del Concierto, BWV 1062

- Instrumentación: clave I/II, violín I/II, viola, continuo (violonchelo, violone).
- Duración: unos 14 minutos
- Año de composición: 1735

Basado en el Concierto para dos violines, BWV 1043, transportado un tono hacia abajo, como en el BWV 1054, para evitar la nota mi5, con toda probabilidad inexistente en el teclado del clave que Bach tenía a su disposición.

### Conciertos para tres claves

#### Concierto en re menor, BWV 1063
- Movimientos:

1. [Sin indicación de tempo], re menor, 3/8.
2. Alla siciliana, fa mayor, 6/8.
3. Allegro, re menor, 2/4.

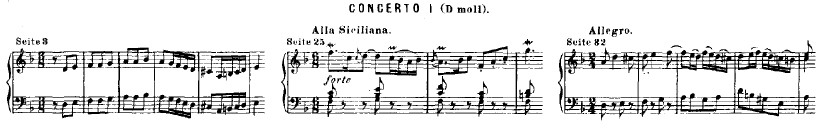
Temas del Concierto, BWV 1063

- Instrumentación: clave I/II, violín I/II, viola, continuo (violonchelo, violone).
- Duración: unos 13 minutos
- Año de composición: 1735

De acuerdo con el musicólogo Arnold Schering, este concierto podría derivar de una composición para tres violines. No obstante, estudios más recientes han descartado esta posibilidad, acreditando otra tesis que afirma que la base para esta transcripción pudo ser un concierto perdido para violín, flauta y oboe. Esta hipótesis se confirma por el papel de menor importancia que, en comparación con el primer clave, asumen el segundo y tercero. Los hijos de Bach pudieron haber estado involucrados en la composición de esta obra.

#### Concierto en do mayor, BWV 1064
- Movimientos:

1. Allegro, do mayor, 4/4.
2. Adagio, la menor, 4/4.
3. Allegro assai, do mayor, 2/2.

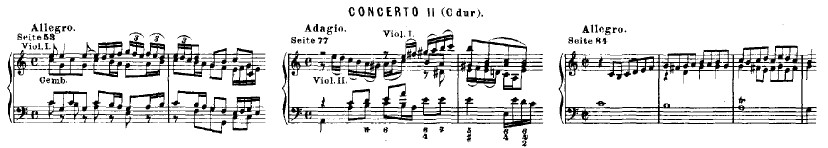
Temas del Concierto, BWV 1064

- Instrumentación: clave I/II/III, violín I/II, viola, continuo (violonchelo, violone).
- Duración: unos 16 minutos
- Año de composición: 1735

Este concierto se basa probablemente en un Concierto para tres violines en re mayor En la interacción del grupo concertino con el ripieno, así como en el movimiento lento cantabile, muestra cierta similitud con el BWV 1043/1061.

### Concierto para cuatro claves

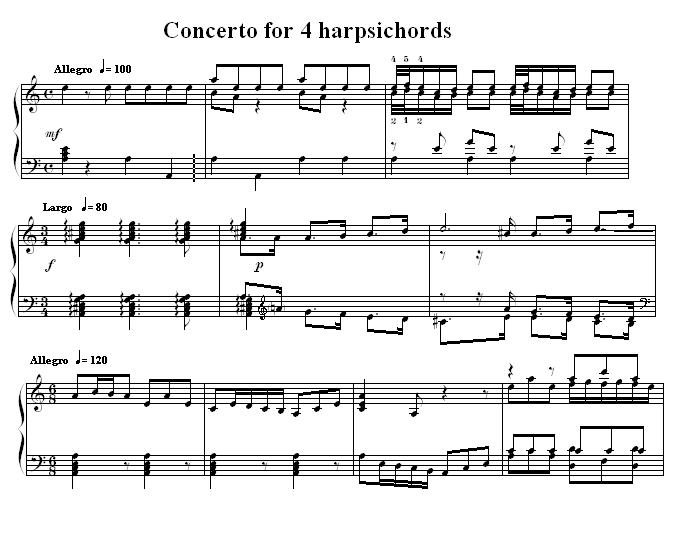
Temas del Concierto, BWV 1065

#### Concierto en la menor, BWV 1065
- Movimientos:

1. Allegro, la menor, 4/4.
2. Largo, la menor, 3/4.
3. Allegro, la menor, 6/8.

- Instrumentación: clave I/II/III/IV, violín I/II, viola, continuo (violonchelo, violone).
- Duración: unos 10 minutos
- Año de composición: 1735

En 1713 el duque Juan Ernesto de Sajonia-Weimar, a cuyo servicio estaba Bach, regresó de un viaje a los Países Bajos con una amplia colección de música, gran cantidad de ella música italiana. Entre ella, con toda probabilidad, se encontraba la L'estro armonico, una colección de conciertos de Antonio Vivaldi publicada en Ámsterdam en 1711. Bach se sintió particularmente atraído por el esquema del concerto grosso italiano, que se caracteriza por la alternancia del tutti o ripieno de la orquesta con el concertino de los instrumentos solistas. Más tarde realizó algunas transcripciones de estos conciertos, con fines de estudio, adaptándolos para clave.
Del Concierto para cuatro violines en si menor, RV 580 de Vivaldi, el décimo de las doce composiciones de L'estro armonico, Bach hizo una adaptación para cuatro claves y orquesta de cuerdas. Este, entonces, es el único concierto para clave de Bach que no está basado en una adaptación de su propio material.
Evidentemente la forma general de este concierto difiere de los conciertos anteriores, debido a que se trata de la transcripción de una obra de otro autor. Los cuatro claves son utilizados individualmente o bien agrupados en dos, tres o cuatro al mismo tiempo, con o sin el ripieno de la orquesta. Bach crea una especie de contrapunto en el contrapunto, concentrando el contrapunto de los cuatro instrumentos polifónicos. No existe orden de importancia entre los cuatro claves, aunque todos tienen su momento en solitario, y a menudo el papel de solista pasa de uno a otro clave, exactamente igual que en la versión original.
Es particularmente interesante el segundo movimiento, que empieza y concluye con un ritmo con puntillo a la francesa. En la parte central los cuatro claves realizan una serie de arpegios y de difíciles articulaciones sin melodía alguna, donde las únicas variaciones son las de la armonía y alguna figura en el bajo, creando un efecto muy innovador para su época. La única modificación hecha al original por Bach es adaptar el tipo de arpegios al clave utilizado. En este concierto Bach amplió en algún detalle la obra de Vivaldi, añadiendo cromatismos y animando la línea de bajo. Los tres movimientos del BWV 1065 están en la misma tonalidad, lo cual es inusual en un concierto de Bach, pero no en uno de Vivaldi. Bach también bajó un tono toda la obra, ya que el original de Vivaldi estaba en si menor y su adaptación está en la menor. De esta forma evitaba la nota mi5, con toda probabilidad inexistente en el teclado del clave que Bach tenía a su disposición.

## Discografía selecta
- 1972 – J.S. Bach: Harpsichord Concertos. Complete Recording. Gustav Leonhardt, Herbert Tachezi (BWV 1052),  Nikolaus Harnoncourt (BWV 1052), Leonhardt-Consort, Concentus Musicus Wien (BWV 1052) (Telefunken).
- 1973 – J.S. Bach: Harpsichord Concertos. Complete Recording. Karl Richter, Münchener Bach-Orchester (Archiv Produktion).
- 1981 – J.S. Bach: Complete Harpsichord Concertos. Trevor Pinnock, The English Concert (Archiv Produktion).
- 1996 – J.S. Bach: Harpsichord Concertos. Ton Koopman, Amsterdam Baroque Orchestra (Erato).
- 1998 – J.S. Bach: The Complete Harpsichord Concertos. Christopher Hogwood, Academy of Ancient Music (L'Oiseau-Lyre).